# Llista d'espècies de nemèsids
Aquesta és la llista d'espècies de nemèsids (Nemesiidae), una família d'aranyes migalomorfs descrita per primera vegada per Eugène Simon l'any 1889. Es troben a Sud-amèrica, Sud-àfrica, Àsia i Austràlia. Aquest un llistat amb la informació recollida fins al 6 de setembre de 2006.

## Gèneres i espècies

### Acanthogonatus
Acanthogonatus Karsch, 1880
- Acanthogonatus alegre Goloboff, 1995 (Xile)
- Acanthogonatus birabeni Goloboff, 1995 (Argentina)
- Acanthogonatus brunneus (Nicolet, 1849) (Xile)
- Acanthogonatus campanae (Legendre & Calderón, 1984) (Xile)
- Acanthogonatus centralis Goloboff, 1995 (Argentina)
- Acanthogonatus Xilechico Goloboff, 1995 (Xile)
- Acanthogonatus confusus Goloboff, 1995 (Xile, Argentina)
- Acanthogonatus francki Karsch, 1880 (Xile)
- Acanthogonatus fuegianus (Simon, 1902) (Xile, Argentina)
- Acanthogonatus hualpen Goloboff, 1995 (Xile)
- Acanthogonatus huaquen Goloboff, 1995 (Xile)
- Acanthogonatus incursus (Chamberlin, 1916) (Perú)
- Acanthogonatus juncal Goloboff, 1995 (Xile)
- Acanthogonatus mulchen Goloboff, 1995 (Xile)
- Acanthogonatus nahuelbuta Goloboff, 1995 (Xile)
- Acanthogonatus notatus (Mello-Leitão, 1940) (Argentina)
- Acanthogonatus parana Goloboff, 1995 (Argentina)
- Acanthogonatus patagallina Goloboff, 1995 (Xile)
- Acanthogonatus patagonicus (Simon, 1905) (Xile, Argentina)
- Acanthogonatus peniasco Goloboff, 1995 (Xile)
- Acanthogonatus pissii (Simon, 1889) (Xile)
- Acanthogonatus quilocura Goloboff, 1995 (Xile)
- Acanthogonatus recinto Goloboff, 1995 (Xile)
- Acanthogonatus subcalpeianus (Nicolet, 1849) (Xile)
- Acanthogonatus tacuariensis (Pérez-Miles & Capocasale, 1982) (Brasil, Uruguai)
- Acanthogonatus tolhuaca Goloboff, 1995 (Xile)
- Acanthogonatus vilches Goloboff, 1995 (Xile)

### Aname
Aname L. Koch, 1873
- Aname armigera Rainbow & Pulleine, 1918 (Oest d'Austràlia)
- Aname atra (Strand, 1913) (Sud d'Austràlia)
- Aname aurea Rainbow & Pulleine, 1918 (Nova Gal·les del Sud)
- Aname barrema Raven, 1985 (Queensland)
- Aname blackdownensis Raven, 1985 (Queensland)
- Aname camara Raven, 1985 (Queensland)
- Aname carina Raven, 1985 (Queensland)
- Aname coenosa Rainbow & Pulleine, 1918 (Sud d'Austràlia)
- Aname collinsorum Raven, 1985 (Queensland)
- Aname comosa Rainbow & Pulleine, 1918 (Sud d'Austràlia)
- Aname cuspidata (Main, 1954) (Oest d'Austràlia)
- Aname distincta (Rainbow, 1914) (Queensland)
- Aname diversicolor (Hogg, 1902) (Queensland)
- Aname earthwatchorum Raven, 1984 (Queensland)
- Aname fuscocincta Rainbow & Pulleine, 1918 (Oest d'Austràlia)
- Aname grandis Rainbow & Pulleine, 1918 (Sud d'Austràlia)
- Aname hirsuta Rainbow & Pulleine, 1918 (Sud d'Austràlia)
- Aname humptydoo Raven, 1985 (Territori del Nord)
- Aname inimica Raven, 1985 (Queensland, Nova Gal·les del Sud)
- Aname kirrama Raven, 1984 (Queensland)
- Aname longitheca Raven, 1985 (Queensland)
- Aname maculata (Rainbow & Pulleine, 1918) (Oest d'Austràlia)
- Aname mainae Raven, 2000 (Sud d'Austràlia)
- Aname pallida L. Koch, 1873 (Queensland)
- Aname platypus (L. Koch, 1875) (Austràlia)
- Aname robertsorum Raven, 1985 (Queensland)
- Aname tasmanica Hogg, 1902 (Tasmània)
- Aname tepperi (Hogg, 1902) (Sud d'Austràlia)
- Aname tigrina Raven, 1985 (Queensland)
- Aname tropica Raven, 1984 (Queensland)
- Aname turrigera Main, 1994 (Oest d'Austràlia, Sud d'Austràlia)
- Aname villosa (Rainbow & Pulleine, 1918) (Oest d'Austràlia)
- Aname warialda Raven, 1985 (Queensland, Nova Gal·les del Sud)

### Atmetochilus
Atmetochilus Simon, 1887
- Atmetochilus atriceps Pocock, 1900 (Myanmar)
- Atmetochilus fossor Simon, 1887 (Myanmar)

### Brachythele
Brachythele Ausserer, 1871
- Brachythele anomala Schenkel, 1950 (EUA)
- Brachythele denieri (Simon, 1916) (Grècia, Bulgària)
- Brachythele icterica (C. L. Koch, 1838) (Itàlia, Croàcia, Macedonia)
- Brachythele incerta Ausserer, 1871 (Xipre)
- Brachythele langourovi Lazarov, 2005 (Bulgària)
- Brachythele longitarsis Simon, 1891 (EUA)
- Brachythele media Kulczyn'ski, 1897 (Slovenia, Croàcia)
- Brachythele speculatrix Kulczyn'ski, 1897 (Balcans)
- Brachythele varrialei (Dalmas, 1920) (Est d'Europa)

### Calisoga
Calisoga Chamberlin, 1937
- Calisoga centronetha (Chamberlin & Ivie, 1939) (EUA)
- Calisoga sacra Chamberlin, 1937 (EUA)
- Calisoga theveneti (Simon, 1891) (EUA)

### Chaco
Chaco Tullgren, 1905
- Chaco melloleitaoi (Bücherl, Timotheo & Lucas, 1971) (Brasil)
- Chaco obscura Tullgren, 1905 (Argentina)
- Chaco patagonica Goloboff, 1995 (Argentina)
- Chaco sanjuanina Goloboff, 1995 (Argentina)
- Chaco socos Goloboff, 1995 (Xile)
- Chaco tecka Goloboff, 1995 (Argentina)
- Chaco tigre Goloboff, 1995 (Xile)
- Chaco tucumana Goloboff, 1995 (Argentina)

### Chenistonia
Chenistonia Hogg, 1901
- Chenistonia caeruleomontana (Raven, 1984) (Nova Gal·les del Sud)
- Chenistonia hickmani (Raven, 1984) (Nova Gal·les del Sud)
- Chenistonia maculata Hogg, 1901 (Victòria)
- Chenistonia montana (Raven, 1984) (Nova Gal·les del Sud)
- Chenistonia trevallynia Hickman, 1926 (Tasmània)

### Xilelopsis
Xilelopsis Goloboff, 1995
- Xilelopsis calderoni Goloboff, 1995 (Xile)
- Xilelopsis puertoviejo Goloboff, 1995 (Xile)
- Xilelopsis serena Goloboff, 1995 (Xile)

### Damarchus
Damarchus Thorell, 1891
- Damarchus assamensis Hirst, 1909 (Índia)
- Damarchus bifidus Gravely, 1935 (Índia)
- Damarchus cavernicola Abraham, 1924 (Malàisia)
- Damarchus excavatus Gravely, 1921 (Índia)
- Damarchus montanus (Thorell, 1890) (Sumatra)
- Damarchus oatesi Thorell, 1895 (Myanmar)
- Damarchus workmani Thorell, 1891 (Singapur)

### Diplothelopsis
Diplothelopsis Tullgren, 1905
- Diplothelopsis bonariensis Mello-Leitão, 1938 (Argentina)
- Diplothelopsis ornata Tullgren, 1905 (Argentina)

### Entypesa
Entypesa Simon, 1902
- Entypesa annulipes (Strand, 1907) (Madagascar)
- Entypesa nebulosa Simon, 1902 (Madagascar)
- Entypesa schoutedeni Benoit, 1965 (Sud-àfrica)

### Flamencopsis
Flamencopsis Goloboff, 1995
- Flamencopsis minima Goloboff, 1995 (Xile)

### Hermacha
Hermacha Simon, 1889
- Hermacha anomala (Bertkau, 1880) (Brasil)
- Hermacha bicolor (Pocock, 1897) (Sud-àfrica)
- Hermacha brevicauda Purcell, 1903 (Sud-àfrica)
- Hermacha capensis (Ausserer, 1871) (Sud-àfrica)
- Hermacha caudata Simon, 1889 (Moçambic)
- Hermacha conspersa Mello-Leitão, 1941 (Colòmbia)
- Hermacha crudeni Hewitt, 1913 (Sud-àfrica)
- Hermacha curvipes Purcell, 1902 (Sud-àfrica)
- Hermacha evanescens Purcell, 1903 (Sud-àfrica)
- Hermacha fossor (Bertkau, 1880) (Brasil)
- Hermacha fulva Tucker, 1917 (Sud-àfrica)
- Hermacha grahami (Hewitt, 1915) (Sud-àfrica)
- Hermacha iricolor Mello-Leitão, 1923 (Brasil)
- Hermacha itatiayae Mello-Leitão, 1923 (Brasil)
- Hermacha lanata Purcell, 1902 (Sud-àfrica)
- Hermacha mazoena Hewitt, 1915 (Sud-àfrica)
- Hermacha nigrispinosa Tucker, 1917 (Sud-àfrica)
- Hermacha nigromarginata Strand, 1907 (Sud-àfrica)
- Hermacha purcelli (Simon, 1903) (Sud-àfrica)
- Hermacha sericea Purcell, 1902 (Sud-àfrica)
- Hermacha tuckeri Raven, 1985 (Sud-àfrica)

### Hermachura
Hermachura Mello-Leitão, 1923
- Hermachura leuderwaldti Mello-Leitão, 1923 (Brasil)

### Iberesia
Iberesia Decae & Cardoso, 2006
- Iberesia brauni (L. Koch, 1882) (Mallorca)
- Iberesia castillana (Frade & Bacelar, 1931) (Espanya)
- Iberesia machadoi Decae & Cardoso, 2006 (Portugal)

### Ixamatus
Ixamatus Simon, 1887
- Ixamatus barina Raven, 1982 (Queensland)
- Ixamatus broomi Hogg, 1901 (Queensland, Nova Gal·les del Sud)
- Ixamatus caldera Raven, 1982 (Queensland, Nova Gal·les del Sud)
- Ixamatus candidus Raven, 1982 (Queensland, Nova Gal·les del Sud)
- Ixamatus fischeri Raven, 1982 (Nova Gal·les del Sud)
- Ixamatus lornensis Raven, 1985 (Nova Gal·les del Sud)
- Ixamatus musgravei Raven, 1982 (Nova Gal·les del Sud)
- Ixamatus rozefeldsi Raven, 1985 (Queensland)
- Ixamatus varius (L. Koch, 1873) (Queensland)
- Ixamatus webbae Raven, 1982 (Queensland, Nova Gal·les del Sud)

### Kwonkan
Kwonkan Main, 1983
- Kwonkan anatolion Main, 1983 (Sud d'Austràlia)
- Kwonkan eboracum Main, 1983 (Oest d'Austràlia)
- Kwonkan goongarriensis Main, 1983 (Oest d'Austràlia)
- Kwonkan moriartii Main, 1983 (Oest d'Austràlia)
- Kwonkan silvestris Main, 1983 (Oest d'Austràlia)
- Kwonkan wonganensis (Main, 1977) (Oest d'Austràlia)

### Lepthercus
Lepthercus Purcell, 1902
- Lepthercus dregei Purcell, 1902 (Sud-àfrica)
- Lepthercus rattrayi Hewitt, 1917 (Sud-àfrica)

### Longistylus
Longistylus Indicatti & Lucas, 2005
- Longistylus ygapema Indicatti & Lucas, 2005 (Brasil)

### Lycinus
Lycinus Thorell, 1894
- Lycinus caldera Goloboff, 1995 (Xile)
- Lycinus domeyko Goloboff, 1995 (Xile)
- Lycinus epipiptus (Zapfe, 1963) (Xile)
- Lycinus frayjorge Goloboff, 1995 (Xile)
- Lycinus gajardoi (Mello-Leitão, 1940) (Xile)
- Lycinus longipes Thorell, 1894 (Argentina)
- Lycinus quilicura Goloboff, 1995 (Xile)
- Lycinus tofo Goloboff, 1995 (Xile)

### Merredinia
Merredinia Main, 1983
- Merredinia damsonoides Main, 1983 (Oest d'Austràlia)

### Mexentypesa
Mexentypesa Raven, 1987
- Mexentypesa chiapas Raven, 1987 (Mèxic)

### Namea
Namea Raven, 1984
- Namea brisbanensis Raven, 1984 (Queensland)
- Namea bunya Raven, 1984 (Queensland)
- Namea calcaria Raven, 1984 (Queensland)
- Namea callemonda Raven, 1984 (Queensland)
- Namea capricornia Raven, 1984 (Queensland)
- Namea cucurbita Raven, 1984 (Queensland)
- Namea dahmsi Raven, 1984 (Queensland)
- Namea dicalcaria Raven, 1984 (Nova Gal·les del Sud)
- Namea excavans Raven, 1984 (Queensland)
- Namea flavomaculata (Rainbow & Pulleine, 1918) (Queensland)
- Namea jimna Raven, 1984 (Queensland)
- Namea nebulosa Raven, 1984 (Queensland)
- Namea olympus Raven, 1984 (Queensland)
- Namea salanitri Raven, 1984 (Queensland, Nova Gal·les del Sud)
- Namea saundersi Raven, 1984 (Queensland)

### Nemesia
Nemesia Audouin, 1826
- Nemesia Àfricana (C. L. Koch, 1838) (Algèria)
- Nemesia albicomis Simon, 1914 (Còrsega)
- Nemesia angustata Simon, 1873 (Espanya)
- Nemesia arboricola Pocock, 1903 (Malta)
- Nemesia arenicola Simon, 1902 (França)
- Nemesia athiasi Franganillo, 1920 (Portugal)
- Nemesia barbara (Lucas, 1846) (Algèria)
- Nemesia berlandi Frade & Bacelar, 1931 (Portugal)
- Nemesia bristowei Decae, 2005 (Mallorca)
- Nemesia caementaria (Latreille, 1799) (Sud d'Europa)
- Nemesia caranhaci Decae, 1995 (Creta)
- Nemesia carminans (Latreille, 1818) (França)
- Nemesia cavicola (Simon, 1889) (Marroc, Algèria)
- Nemesia cecconii Kulczyn'ski, 1907 (Itàlia)
- Nemesia cellicola Audouin, 1826 (Mediterrani)
- Nemesia congener O. P.-Cambridge, 1874 (França)
- Nemesia Còrsega Simon, 1914 (Còrsega)
- Nemesia crassimana Simon, 1873 (Espanya)
- Nemesia cubana (Franganillo, 1930) (Cuba)
- Nemesia daedali Decae, 1995 (Creta)
- Nemesia didieri Simon, 1892 (Algèria)
- Nemesia dorthesi Thorell, 1875 (Espanya, Marroc)
- Nemesia dubia O. P.-Cambridge, 1874 (Espanya, França)
- Nemesia dubia (Karsch, 1878) (Moçambic)
- Nemesia eleanora O. P.-Cambridge, 1873 (França)
- Nemesia elongata (Simon, 1873) (Marroc, Algèria)
- Nemesia fagei Frade & Bacelar, 1931 (Portugal)
- Nemesia fertoni Simon, 1914 (Còrsega, Sardenya)
  - Nemesia fertoni sardinea Simon, 1914 (Sardenya)
- Nemesia gravieri Frade & Bacelar, 1931 (Portugal)
- Nemesia hispanica L. Koch, 1871 (Espanya)
- Nemesia Eivissa Decae, 2005 (Eivissa)
- Nemesia ilvae Caporiacco, 1950 (Itàlia)
- Nemesia incerta O. P.-Cambridge, 1874 (França)
- Nemesia kahmanni Kraus, 1955 (Sardenya)
- Nemesia macrocephala Ausserer, 1871 (Sicília)
  - Nemesia macrocephala occidentalis Frade & Bacelar, 1931 (Espanya)
- Nemesia maculatipes Ausserer, 1871 (Còrsega, Sardenya, Marroc)
- Nemesia manderstjernae L. Koch, 1871 (França)
- Nemesia meridionalis (Costa, 1835) (Espanya, França, Itàlia)
- Nemesia pannonica Herman, 1879 (Est d'Europa)
  - Nemesia pannonica budensis Kolosváry, 1939 (Hongria)
  - Nemesia pannonica coheni Fuhn & Polenec, 1967 (Romania, Bulgària)
- Nemesia pavani Dresco, 1978 (Itàlia)
- Nemesia randa Decae, 2005 (Mallorca)
- Nemesia raripila Simon, 1914 (Espanya, França)
- Nemesia santeugenia Decae, 2005 (Mallorca)
- Nemesia santeulalia Decae, 2005 (Eivissa)
- Nemesia sanzoi Fage, 1917 (Sicília)
- Nemesia seldeni Decae, 2005 (Mallorca)
- Nemesia simoni O. P.-Cambridge, 1874 (Portugal, Espanya, França)
- Nemesia sinensis Pocock, 1901 (Xina)
- Nemesia transalpina (Doleschall, 1871) (Itàlia)
- Nemesia uncinata Bacelar, 1933 (Portugal)
- Nemesia valenciae Kraus, 1955 (Espanya, Marroc)
- Nemesia vittipes Simon, 1911 (Marroc)

### Neostothis
Neostothis Vellard, 1925
- Neostothis gigas Vellard, 1925 (Brasil)

### Pionothele
Pionothele Purcell, 1902
- Pionothele straminea Purcell, 1902 (Sud-àfrica)

### Prorachias
Prorachias Mello-Leitão, 1924
- Prorachias bristowei Mello-Leitão, 1924 (Brasil)

### Psalistopoides
Psalistopoides Mello-Leitão, 1934
- Psalistopoides emanueli Lucas & Indicatti, 2006 (Brasil)
- Psalistopoides fulvimanus Mello-Leitão, 1934 (Brasil)

### Pselligmus
Pselligmus Simon, 1892
- Pselligmus infaustus Simon, 1892 (Brasil)

### Pseudoteyl
Pseudoteyl Main, 1985
- Pseudoteyl vancouveri Main, 1985 (Oest d'Austràlia)

### Pycnothele
Pycnothele Chamberlin, 1917
- Pycnothele auronitens (Keyserling, 1891) (Brasil, Uruguai)
- Pycnothele modesta (Schiapelli & Gerschman, 1942) (Uruguai, Argentina)
- Pycnothele perdita Chamberlin, 1917 (Brasil)
- Pycnothele piracicabensis (Piza, 1938) (Brasil)
- Pycnothele singularis (Mello-Leitão, 1934) (Brasil)

### Rachias
Rachias Simon, 1892
- Rachias aureus (Mello-Leitão, 1920) (Brasil)
- Rachias brachythelus (Mello-Leitão, 1937) (Brasil)
- Rachias caudatus (Piza, 1939) (Brasil)
- Rachias conspersus (Walckenaer, 1837) (Brasil)
- Rachias dispar (Simon, 1891) (Brasil)
- Rachias dolichosternus (Mello-Leitão, 1938) (Brasil)
- Rachias odontochilus Mello-Leitão, 1923 (Brasil)
- Rachias timbo Goloboff, 1995 (Argentina)
- Rachias virgatus Vellard, 1924 (Brasil)

### Raveniola
Raveniola Zonstein, 1987
- Raveniola chengbuensis Xu & Yin, 2002 (Xina)
- Raveniola chinensis (Kulczyn'ski, 1901) (Xina)
- Raveniola concolor Zonstein, 2000 (Himàlaia)
- Raveniola fedotovi (Charitonov, 1946) (Àsia central)
- Raveniola ferghanensis (Zonstein, 1984) (Àsia central)
- Raveniola hebeinica Zhu, Zhang & Zhang, 1999 (Xina)
- Raveniola hyrcanica Dunin, 1988 (Azerbaijan)
- Raveniola kopetdaghensis (Fet, 1984) (Turkmenistan)
- Raveniola micropa (Ausserer, 1871) (Turquia)
- Raveniola niedermeyeri (Brignoli, 1972) (Iran)
- Raveniola pontica (Spassky, 1937) (Rússia, Àsia central)
- Raveniola recki (Mcheidze, 1983) (Geòrgia)
- Raveniola redikorzevi (Spassky, 1937) (Turkmenistan)
- Raveniola sinensis (Zhu & Mao, 1983) (Xina)
- Raveniola virgata (Simon, 1891) (Àsia central)
- Raveniola vonwicki Zonstein, 2000 (Iran)
- Raveniola xizangensis (Hu & Li, 1987) (Tibet)
- Raveniola zaitzevi (Charitonov, 1948) (Àsia central)

### Sinopesa
Sinopesa Raven & Schwendinger, 1995
- Sinopesa guangxi Raven & Schwendinger, 1995 (Xina)
- Sinopesa kumensis Shimojana & Haupt, 2000 (Illes Ryukyu)
- Sinopesa maculata Raven & Schwendinger, 1995 (Tailàndia)

### Spiroctenus
Spiroctenus Simon, 1889
- Spiroctenus armatus Hewitt, 1913 (Sud-àfrica)
- Spiroctenus broomi Tucker, 1917 (Sud-àfrica)
- Spiroctenus cambierae (Purcell, 1902) (Sud-àfrica)
- Spiroctenus coeruleus Lawrence, 1952 (Sud-àfrica)
- Spiroctenus collinus (Pocock, 1900) (Sud-àfrica)
- Spiroctenus curvipes Hewitt, 1919 (Sud-àfrica)
- Spiroctenus exilis Lawrence, 1938 (Sud-àfrica)
- Spiroctenus flavopunctatus (Purcell, 1903) (Sud-àfrica)
- Spiroctenus fossorius (Pocock, 1900) (Sud-àfrica)
- Spiroctenus fuligineus (Pocock, 1902) (Sud-àfrica)
- Spiroctenus gooldi (Purcell, 1903) (Sud-àfrica)
- Spiroctenus inermis (Purcell, 1903) (Sud-àfrica)
- Spiroctenus latus Purcell, 1904 (Sud-àfrica)
- Spiroctenus lightfooti (Purcell, 1902) (Sud-àfrica)
- Spiroctenus lignicolus Lawrence, 1937 (Sud-àfrica)
- Spiroctenus londinensis Hewitt, 1919 (Sud-àfrica)
- Spiroctenus lusitanus Franganillo, 1920 (Portugal)
- Spiroctenus marleyi Hewitt, 1919 (Sud-àfrica)
- Spiroctenus minor (Hewitt, 1913) (Sud-àfrica)
- Spiroctenus pallidipes Purcell, 1904 (Sud-àfrica)
- Spiroctenus pardaliana (Simon, 1903) (Sud-àfrica)
- Spiroctenus pectiniger (Simon, 1903) (Sud-àfrica)
- Spiroctenus personatus Simon, 1888 (Sud d'Àfrica)
- Spiroctenus pilosus Tucker, 1917 (Sud-àfrica)
- Spiroctenus punctatus Hewitt, 1916 (Sud-àfrica)
- Spiroctenus purcelli Tucker, 1917 (Sud-àfrica)
- Spiroctenus sagittarius (Purcell, 1902) (Sud-àfrica)
- Spiroctenus schreineri (Purcell, 1903) (Sud-àfrica)
- Spiroctenus spinipalpis Hewitt, 1919 (Sud-àfrica)
- Spiroctenus tricalcaratus (Purcell, 1903) (Sud-àfrica)
- Spiroctenus validus (Purcell, 1902) (Sud-àfrica)

### Stanwellia
Stanwellia Rainbow & Pulleine, 1918
- Stanwellia bipectinata (Todd, 1945) (Nova Zelanda)
- Stanwellia grisea (Hogg, 1901) (Victòria)
- Stanwellia hapua (Forster, 1968) (Nova Zelanda)
- Stanwellia hoggi (Rainbow, 1914) (Nova Gal·les del Sud)
- Stanwellia hollowayi (Forster, 1968) (Nova Zelanda)
- Stanwellia houhora (Forster, 1968) (Nova Zelanda)
- Stanwellia inornata Main, 1972 (Victòria)
- Stanwellia kaituna (Forster, 1968) (Nova Zelanda)
- Stanwellia media (Forster, 1968) (Nova Zelanda)
- Stanwellia minor (Kulczyn'ski, 1908) (Nova Gal·les del Sud)
- Stanwellia nebulosa (Rainbow & Pulleine, 1918) (Sud d'Austràlia)
- Stanwellia occidentalis Main, 1972 (Sud d'Austràlia)
- Stanwellia pexa (Hickman, 1930) (Tasmània)
- Stanwellia puna (Forster, 1968) (Nova Zelanda)
- Stanwellia regia (Forster, 1968) (Nova Zelanda)
- Stanwellia taranga (Forster, 1968) (Nova Zelanda)
- Stanwellia tuna (Forster, 1968) (Nova Zelanda)

### Stenoterommata
Stenoterommata Holmberg, 1881
- Stenoterommata crassistyla Goloboff, 1995 (Uruguai, Argentina)
- Stenoterommata iguazu Goloboff, 1995 (Argentina)
- Stenoterommata leporina (Simon, 1891) (Brasil)
- Stenoterommata maculata (Bertkau, 1880) (Brasil)
- Stenoterommata melloleitaoi Leite & Prezzi, 2004 (Brasil)
- Stenoterommata palmar Goloboff, 1995 (Brasil, Argentina)
- Stenoterommata platensis Holmberg, 1881 (Argentina)
- Stenoterommata quena Goloboff, 1995 (Argentina)
- Stenoterommata tenuistyla Goloboff, 1995 (Argentina)
- Stenoterommata uruguai Goloboff, 1995 (Argentina)

### Teyl
Teyl Main, 1975
- Teyl harveyi Main, 2004 (Victòria)
- Teyl luculentus Main, 1975 (Oest d'Austràlia)
- Teyl walkeri Main, 2004 (Victòria)
- Teyl yeni Main, 2004 (Victòria)

### Teyloides
Teyloides Main, 1985
- Teyloides bakeri Main, 1985 (Sud d'Austràlia)

### Xamiatus
Xamiatus Raven, 1981
- Xamiatus bulburin Raven, 1981 (Queensland)
- Xamiatus ilara Raven, 1982 (Queensland)
- Xamiatus kia Raven, 1981 (Nova Gal·les del Sud)
- Xamiatus magnificus Raven, 1981 (Queensland)
- Xamiatus rubrifrons Raven, 1981 (Queensland)

### Yilgarnia
Yilgarnia Main, 1986
- Yilgarnia currycomboides Main, 1986 (Oest d'Austràlia)